# الصين في الألعاب الأولمبية الصيفية 2020
شاركت الصين في الألعاب الأولمبية الصيفية 2020 في طوكيو. كان من المُقرر عقد هذه الدورة من الألعاب الصيفية في الفترة من 24 يوليو إلى 9 أغسطس 2020، إلا أنها تأجلت إلى 23 يوليو إلى 8 أغسطس 2021 بسبب جائحة فيروس كورونا.